# Jānis Matjušenoks
Jānis Matjušenoks (* 7. Januar 1905 im Bezirk Preiļi; † unbekannt)  war ein lettischer Fußballspieler.

## Karriere
Jānis Matjušenoks spielte in seiner Vereinskarriere für Olimpija Liepāja in der Lettischen Meisterschaft. Hinter dem RFK Riga wurde die Mannschaft in der Saison 1931 Vizemeister.
Am 30. Juni 1931 absolvierte Matjušenoks sein einziges Länderspiel in der Lettischen Fußballnationalmannschaft. Im Spiel in Riga gegen Litauen debütierte er gemeinsam mit Alfrēds Verners in der Nationalmannschaft.